# La maquinita (Toluca)
La maquinita es una Locomotora de vapor que representa la historia ferrocarrilera de Toluca de Lerdo, México.
Ubicada en la glorieta conocida por el mismo nombre.
Este monumento es uno de los más populares y representativos de la ciudad de Toluca, además de la glorieta, ser una de las más concurridas en la ciudad.

## Historia
En el año de 1977 la maquinita fue donada por el aquel entonces gerente de los Ferrocarriles Nacionales de México; Luis Gómez Z.
Esta maquinita identificada con el número 269 perteneció al periodo de la Revolución Mexicana, fue por ello que fue donada, ya que formó parte importante de la Revolución porque además de transportar insumos, transportó tropas y a las "adelitas" a los campos de batalla. Esta máquina de vapor, podía transportar cuatro mil quinientos galones de agua y dos mil quinientos galones de aceite.
Además de llevar las siglas "FNM" y el número 269, tiene una leyenda la cual dice: "Ante todo, seguridad".
La maquinita, a pesar de haber sido remodelada en 2016, mantiene todas sus partes originales, incluyendo la vía sobre la cual está situada.